# Diaphorus similis
Diaphorus similis är en tvåvingeart som beskrevs av Van Duzee 1915. Diaphorus similis ingår i släktet Diaphorus och familjen styltflugor. Inga underarter finns listade i Catalogue of Life.